# Andrei-Valentin Sava
Andrei-Valentin Sava (n. 27 martie 1981) este un politician român, deputat în Parlamentul României în mandatul 2012-2016 din partea USL Prahova.